# Co za życie
Co za życie (ang. Life or Something Like It) – amerykański komediodramat z 2002 roku w reżyserii Stephena Hereka. Wyprodukowana przez 20th Century Fox.
Premiera filmu miała miejsce 26 kwietnia 2002 roku oraz 8 listopada w Polsce.

## Fabuła
Trzydziestoletnia Lanie Kerrigan (Angelina Jolie) jest gwiazdką stacji telewizyjnej w Seattle. Podczas wywiadu z obłąkanym ulicznym prorokiem dowiaduje się, że za tydzień umrze. Wpada w panikę i chce zmienić przeznaczenie. Z pomocą przychodzi jej kamerzysta Pete (Edward Burns).

## Obsada
Źródło: Filmweb
- Angelina Jolie jako Lanie Kerrigan
- Edward Burns jako Pete
- Stockard Channing jako Deborah Connors
- Melissa Errico jako Andrea
- Christian Kane jako Cal Cooper
- Lisa Thornhill jako Gwen
- Gregory Itzin jako Dennis
- Jacob Davis jako Vince
- Max Baker jako Vin
- Amanda Tapping jako Carrie Maddox
- Tony Shalhoub jako Jack
- Andromeda Dunker jako Mo

i inni